# ロング・ウォーク・ホーム
『ロング・ウォーク・ホーム』（原題：The Long Walk Home）は、1990年制作のアメリカ合衆国の映画。日本では1994年公開。
1950年代にアメリカ合衆国南部・アラバマ州モンゴメリーで起きたモンゴメリー・バス・ボイコット事件を背景に、運動に参加するアフリカ系アメリカ人女性と、彼女をメイドとして雇いなおかつ同情して協力する白人主婦との友情を描く。

## あらすじ
1955年、アラバマ州ではバスに白人と黒人の座る席が区別されていた。ある日、1人の黒人女性が白人用の椅子に座った事から逮捕されてしまう事件（ローザ・パークス事件）が起きる。
長年屈辱的な差別を受け続けていた黒人たちは、その事件に抗議しようと全米各地でバスに乗る事を拒否する行動（バス・ボイコット運動）をとる。そんな黒人の1人にオデッサがいた。元来芯の強い彼女は白人のトンプソン家のメイドとして、毎日自宅からの長い道のりを足にまめを作りながら通い続ける。
それを見かねた雇主の主婦ミリアムは、車でオデッサを迎えに行こうとするが、夫ノーマンを始め周囲の白人たちから猛反発を受けてしまう…。

## キャスト
- ミリアム・トンプソン：シシー・スペイセク
- オデッサ・コッター：ウーピー・ゴールドバーグ
- ノーマン・トンプソン：ドワイト・シュルツ
- ハーバート・コッター：ヴィング・レイムス
- タンカー・トンプソン：ディラン・ベイカー
- セルマ・コッター：エリカ・アレクサンダー
- セオドア・コッター：リチャード・ハーバーシャム
- フランクリン・コッター：ジェイソン・ウィーヴァー
- ナレーター：メアリー・スティーンバージェン